# Fantaisie en fa mineur pour orgue mécanique, K. 608
La Fantaisie en fa mineur pour orgue mécanique (titre en allemand : Allegro und Andante (Fantasia) für eine Orgelwalze), KV 608, a été écrite par Wolfgang Amadeus Mozart à Vienne, le 3 mars 1791. Elle fait partie d'une série d'œuvres écrites pour des instruments peu usuels.

## Historique
La pièce est une commande d'un curieux aristocrate autrichien, le comte Joseph Deym von Stržitež. Le comte avait dû fuir la ville dans sa jeunesse à la suite d'un duel, mais plus tard y était revenu sous le nom de Herr Müller et a fondé le « Kunstkabinett Müller » (une sorte de galerie d'art) dans la Rotenturmstrasse de Vienne, où on exposait, entre autres choses, les masques en cire de l'empereur Joseph II d'Autriche et (après sa mort) celui de Mozart lui-même. Deym possédait également divers orgues mécaniques, animés par des mécanismes d'horlogerie.
Le 31 mai 1800, Constance Mozart a écrit une lettre à l'éditeur allemand Johann André à propos de diverses œuvres de son défunt mari, dont faisait partie la KV 608, en affirmant : « on pense, qu'elle est propriété du... comte V. Deym qui est ici ».
Beethoven était enthousiasmé par cette œuvre et ses audaces harmoniques d'une extrême difficulté pour l'organiste. On sait qu'il en a fait une copie à la main, aujourd'hui disparue.

## Structure

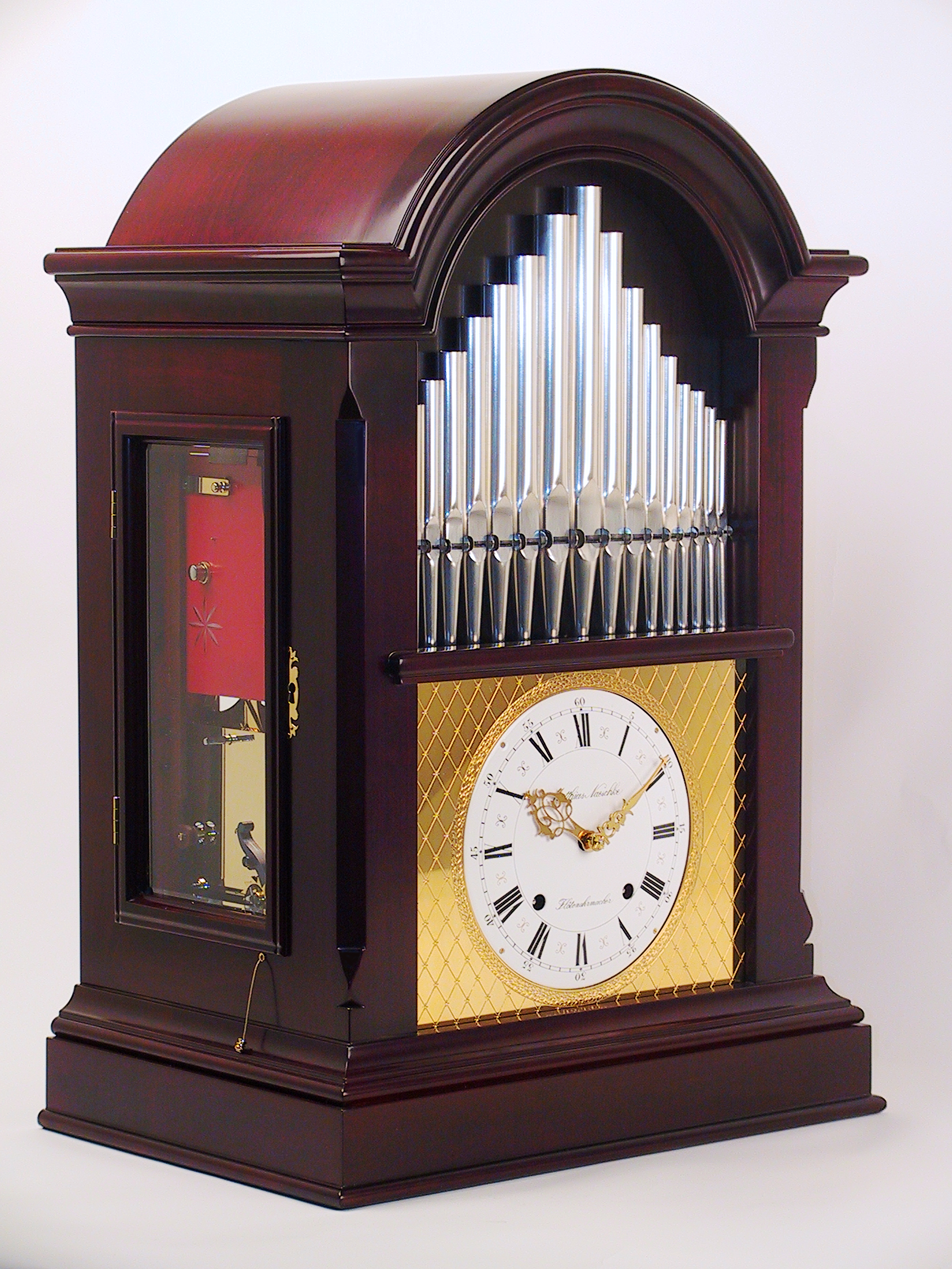
Horloge musicale de table, M. Naeschke

La pièce en fa mineur se compose de trois mouvements enchaînés
1. Allegro, à , 74 mesures
2. Andante, à 
, mesures 75 à 158
3. Tempo primo, à , mesures 159 à 222

Durée de la pièce : environ 10 minutes